# Jim Doyle
James Edward (Jim) Doyle (n. el 23 de noviembre de 1945) es un político de Wisconsin y miembro del Partido Demócrata de los Estados Unidos. Asumió el poder en enero de 2003 como el cuadragésimo cuarto gobernador de Wisconsin. Él derrotó al entonces gobernador Scott McCallum con un margen de 45 % a 41 %, una mayoría simple reducida por el éxito relativo del candidato del Partido Libertario Ed Thompson, hermano menor del exgobernador Tommy Thompson. Aunque en el 2002 los demócratas aumentaron el número de gobernadores, Doyle fue el único en derrotar a un gobernador ya electo.

## Biografía
El gobernador Doyle nació en Washington D. C., hijo de Ruth Bachhuber y James E. Doyle Sr., quienes fueron miembros fundadores del actual Partido Demócrata en Wisconsin. James E. Doyle Sr. se postuló sin éxito para gobernador en 1954 y fue nombrado juez federal en 1965. Ruth Bachhuber Doyle fue la primera mujer del Condado de Dane en ser electa a la Asamblea Legislativa de Wisconsin en 1948.
Doyle asistió a la Universidad de Stanford por tres años y entonces regresó a Madison, Wisconsin para su último año en la Universidad de Wisconsin-Madison. Luego de graduarse de la universidad e inspirado por el llamado de John F. Kennedy al servicio público, Doyle se dedicó a ser maestro en Túnez como parte de los Cuerpos de Paz de 1967 a 1969.
En 1972, Doyle obtuvo un doctorado de la Universidad Harvard. Luego se mudó a la Reserva Navajo en Chinle, Arizona, donde trabajó como abogado en una oficina federal de servicios legales.
Doyle está casado con Jessica Laird Doyle, sobrina del excongresista Melvin Laird y bisnieta de William D. Connor, vicegobernador de Wisconsin de 1907 a 1909. Los Doyle tienen dos hijos adoptados, Gus y Gabe.